# Suðureyri
Suðureyri je vesnice na severozápadě Islandu. Leží v obci Ísafjarðarbær. Ve vesnici žije 307 obyvatel. Místní komunita byla dlouhá léta značně omezována okolními horami, které znemožňovaly přístup do jiných oblastí či obcí, navíc zde byly nerovné a značně nebezpečné silnice. I kvůli tomu byl vybudován 5 km dlouhý tunel, který Suðureyri propojuje s blízkou obcí Ísafjörður. Přestože se jedná hlavně o rybářskou vesnici, jsou sem pořádány i turistické zájezdy, které mají lidem umožnit zažití opravdového života na severu Atlantiku. Přestože se na evropské poměry jedná o malou vesnici, najdeme zde restauraci, hotel nebo také geotermální bazén.